# Justyna (cesarzowa rzymska)
Justyna (Iustina) - cesarzowa rzymska.
Zapewne wnuczka konsula roku 328 - Wetiusza Justusa. Jej ojciec był namiestnikiem Picenum, w Italii. Była żoną dwóch cesarzy rzymskich; najpierw samozwańczego Magnencjusza, a następnie Walentyniana I. Była matką Walentyniana II i macochą Gracjana. 
Poślubiła Walentyniana tuż przed 370 rokiem - miała z nim wspomnianego syna i trzy córki; Justę, Gratę i Gallę. Była jedną z głównych stronników arian w sporze z katolikami. Zmarła po ucieczce do Salonik przed najazdem uzurpatora Maximusa na Italię w 388 lub nieco później.